# Lena Waithe
Lena Waithe (17 de mayo de 1984; Chicago, Illinois, Estados Unidos) es una guionista, productora y actriz estadounidense. Protagonizó la serie de comedia y drama de Netflix Master of None (2015-2017). Se convirtió en la primera mujer negra en ganar el Premio Primetime Emmy por Mejor escritura para una serie de comedia en 2017 por escribir el episodio "Acción de Gracias " del programa, basado en la  experiencia personal de hablar con su madre.
Waithe también es creadora de la serie dramática de Showtime The Chi (2018-presente), de Boomerang (2019-presente) y de Twenties (2020-presente). En 2018 apareció en la película de aventuras de Steven Spielberg Ready Player One, y en 2019 escribió y produjo la película de crimen Queen & Slim.

## Primeros años
Waithe nació en Chicago (Illinois). Aunque la actuación no estaba originalmente entre sus ambiciones, sabía desde los siete años que quería ser escritora de televisión, y recibió un fuerte apoyo familiar por sus escritos de su madre soltera y abuela. Sus padres se divorciaron cuando tenía tres años. El padre de Waithe murió cuando ella tenía catorce años. Waithe y su hermana crecieron en el lado sur de Chicago hasta que Waithe tuvo doce años, y asistieron a una escuela primaria local, principalmente afroamericana, Turner-Drew, pero se mudó a Evanston y terminó la educación secundaria en Chute Middle School. Se graduó de Evanston Township High School y obtuvo un título en Artes de Cine y Televisión de Columbia College Chicago en 2006, alabando al dramaturgo de la facultad, Michael Fry, por su enseñanza y aliento. Al encontrar más formas de involucrarse en la industria de la televisión y el cine, también trabajó en una sala de cine y en el departamento de medios de un Blockbuster. En 2006, transfirió su trabajo de Blockbuster a Los Ángeles para comenzar a perseguir sus ambiciones.

## Carrera
Al llegar a Los Ángeles, Waithe consiguió un trabajo como asistente del productor ejecutivo de Girlfriends, una comedia de larga duración. Poco después, obtuvo un papel secundario en "The Comeback" de Lisa Kudrow. Más tarde se convirtió en escritora de la serie de televisión de Fox Bones, escritora de la comedia de Nickelodeon de 2012 How to Rock, y productora de la comedia satírica de 2014 Dear White People. Waithe escribió y apareció en la serie de YouTube Twenties, producida por Flavor Unit Entertainment y opcional en 2014 por BET. Además de escribir y dirigir el cortometraje Save Me, que se mostró en varios festivales de cine independientes, escribió la serie web de 2013 Hello Cupid y el vídeo viral de 2011 Shit Black Girls Say.
En 2014, Variety la nombró como una de sus "10 comediantes para ver". En agosto de 2015, la red Showtime encargó un piloto para una próxima serie, The Chi, escrita por Waithe y producida por Common, que cuenta la historia de la mayoría de edad de un joven afroamericano urbano. Como creadora del programa, el objetivo de Waithe era aportar su experiencia al haber crecido en el South Side de Chicago y experimentar su diversidad para crear una historia que pintara un retrato más matizado de su ciudad natal del que se muestra típicamente. Del mismo modo, Waithe continúa extendiendo su influencia para apoyar a la comunidad afroamericana en la industria del entretenimiento a través de su papel como copresidenta del Comité de Escritores Negros en el Writers Guild. 
Waithe fue elegida en la serie Master of None de Netflix después de conocer al creador y actor principal Aziz Ansari, quien junto a Alan Yang había descrito originalmente a Denise como una mujer blanca y heterosexual con el potencial, según Waithe, de convertirse en uno de los intereses amorosos del personaje principal: «Por alguna razón, la directora de reparto, Allison Jones, pensó en mí, una mujer lesbiana y negra, para ello». Ansari y Yang reescribieron el guion para que el personaje se pareciera más a Waithe: "Todos los actores interpretamos versiones mejoradas de nosotros mismos». Waithe dijo: «No sé si hemos visto en la televisión a una lesbiana astuta, con pantalones de harén, con una sudadera Topshop, con gorra y sombrero que se mece el sombrero«. Después añadió: «Sé a cuántas mujeres veo en el mundo que se parecen mucho a mí. Existimos. Para mí, esa visibilidad era lo que iba a ser tan importante y emocionante».
En 2017, Waithe y Ansari ganaron el Premio Primetime Emmy a la Mejor redacción para una serie de comedia por el episodio de la segunda temporada de "Acción de Gracias". Se convirtió en la primera afroamericana en ganar un Emmy en esa categoría. Waithe describió el episodio como la base de su saliente experiencia como lesbiana. Durante su discurso en los Emmy, envió un mensaje especial a la comunidad LGBTQIA (Lesbianas, Gays, Bisexuales, Transgénero, Queers, Intersexuales y Asexuales) hablándoles a las familias sobre cómo «Lo que nos hace diferentes es nuestro superpoder». Terminó su discurso describiendo su viaje como una mujer negra que decía "Gracias por abrazar a un niño indio de Carolina del Sur y a una niña negra queer del sur de Chicago". Waithe también desarrolló una serie de drama autobiográfico llamada The Chi. La revista Out la nombró Artista del año el 8 de noviembre de 2017.
Waithe escribió y produjo la película de viaje/crimen Queen & Slim, protagonizada por Jodie Turner-Smith y Daniel Kaluuya, y dirigida por Melina Matsoukas. Fue lanzado el 27 de noviembre de 2019 por Universal Pictures.
Cuando Waithe no está trabajando activamente en escribir, actuar o producir, trabaja para reclutar a más personas de color y artistas queer para sus proyectos de cine y televisión.

## Vida personal
Se comprometió en 2017 con Alana Mayo, su novia de hace tiempo, una ejecutiva de contenido. La pareja se casó en 2019 en San Francisco. El 23 de enero de 2020, Waithe y Mayo anunciaron que se habían separado después de dos meses de matrimonio.

## Filmografía

### Películas
| Año  | Título                        | Personaje             | Observaciones                       |
| ---- | ----------------------------- | --------------------- | ----------------------------------- |
| 2011 | Sálvame                       | -                     | Cortometraje; directora y escritora |
| 2014 | Dear White People             | -                     | Productora                          |
| 2014 | Ladyline                      | -                     | Productora                          |
| 2018 | Step Sisters                  | -                     | Productora                          |
| 2018 | Ready Player One              | Hache/Helen Harris    | -                                   |
| 2019 | Queen & Slim                  | -                     | Escritora y productora              |
| 2019 | Bad Hair                      | Brook-Lynne           | -                                   |
| 2020 | The 40-Year-Old Version       | -                     | Productora                          |
| 2020 | Onward                        | Oficial Specter (voz) | -                                   |
| 2021 | The One and Only Dick Gregory | Ella misma            | También productora ejecutiva        |
| 2023 | House Party                   | Ella misma            | Cameo                               |

### Televisión

#### Como actriz
| Año       | Título                     | Personaje                        | Observaciones                                     |
| --------- | -------------------------- | -------------------------------- | ------------------------------------------------- |
| 2014      | The Comeback               | Summer                           | 1 episodio: "Valeria se enfrenta a los críticos". |
| 2015-2017 | Master of None             | Denise                           | Recurrente, 10 episodios.                         |
| 2016      | Transparent                | Jane                             | 1 episodio: "Elizah"                              |
| 2018      | This is Us                 | Empleada del refugio de animales | 1 episodio: "Ese será el día"                     |
| 2018      | Dear White People          | P. Ninny                         | 3 episodios                                       |
| 2019      | A Black Lady Sketch Show   | Empleada de oficina              | 1 episodio: "Tu jefe sabe que no tienes cejas"    |
| 2019      | The Healing Powers of Dude | Lord Dingwall                    | 1 episodio: "Estaré aquí"                         |
| 2020      | Westworld                  | Ash                              | 8 episodios                                       |
| 2020      | The Chi                    | Camille Hallaway                 | 2 episodios                                       |
| 2020      | Big Mouth                  | Lena                             | 2 episodios                                       |

#### Como guionista
| Año       | Título         | Cometido                                  | Observaciones                   |
| --------- | -------------- | ----------------------------------------- | ------------------------------- |
| 2012      | MO Diaries     | Guionista                                 | Serie de televisión             |
| 2012      | How To Rock    | Guionista                                 | 2 episodios                     |
| 2013      | Hello Cupid    | Guionista                                 | 7 episodios                     |
| 2014-2015 | Bones          | Equipo de guionistas                      | 15 episodios                    |
| 2015      | Master of None | Guionista                                 | 1 episodio: "Acción de Gracias" |
| 2018-2020 | The Chi        | Creadora; guionista                       | 30 episodios                    |
| 2019-2020 | Boomerang      | Creadora; guionista; productora ejecutiva | 4 episodios                     |
| 2020      | Twenties       | Creadora; productora ejecutiva            | 8 episodios                     |

#### Como productora
| Año  | Título | Cometido             | Observaciones       |
| ---- | ------ | -------------------- | ------------------- |
| 2021 | Them   | Productora ejecutiva | Serie de televisión |

## Premios y nominaciones
| Año  | Premios                            | Categoría                    | Trabajo           | Resultado |
| ---- | ---------------------------------- | ---------------------------- | ----------------- | --------- |
| 2015 | Premios Independent Spirit         | Mejor Opera Prima            | Dear White People | Nominada  |
| 2015 | Premios Gotham                     | Premio de la Audiencia       | Dear White People | Nominada  |
| 2015 | Black Reel                         | Mejor Película               | Dear White People | Nominada  |
| 2017 | Premios Primetime Emmy             | Mejor Guion Serie Comedia    | Master of None    | Ganadora  |
| 2017 | Premios WGA                        | Serie de Comedia             | Master of None    | Nominada  |
| 2018 | NAACP Image Awards                 | Mejor Guion Serie de Comedia | Master of None    | Nominada  |
| 2018 | MTV Movie Awards                   | Mejor Grupo en Pantalla      | Ready Player One  | Nominada  |
| 2019 | St. Louis Film Critics Association | Mejor Guion Original         | Queen & Slim      | Nominada  |
| 2019 | Black Film Critics Circle Awards   | Mejor Guion Original         | Queen & Slim      | Ganadora  |